# Лоретто (Пенсільванія)
Лоретто (англ. Loretto) — місто (англ. borough) в США, в окрузі Кембрія штату Пенсільванія. Населення — 1196 осіб (2020).

## Географія
Лоретто розташоване за координатами 40°30′31″ пн. ш. 78°38′6″ зх. д. / 40.50861° пн. ш. 78.63500° зх. д. (40.508596, -78.634889).  За даними Бюро перепису населення США в 2010 році місто мало площу 2,48 км², уся площа — суходіл.

## Демографія
Згідно з переписом 2010 року, у селищі мешкали 1302 особи в 156 домогосподарствах у складі 60 родин. Густота населення становила 525 осіб/км².  Було 173 помешкання (70/км²).
Расовий склад населення:
| - 91,2 % — білих - 5,8 % — чорних або афроамериканців - 0,9 % — азіатів - 0,2 % — вихідців з тихоокеанських островів |

До двох чи більше рас належало 1,5 %. Частка іспаномовних становила 2,2 % від усіх жителів.
За віковим діапазоном населення розподілялося таким чином: 4,1 % — особи молодші 18 років, 89,6 % — особи у віці 18—64 років, 6,3 % — особи у віці 65 років та старші. Медіана віку мешканця становила 20,5 року. На 100 осіб жіночої статі у селищі припадало 78,4 чоловіків;  на 100 жінок у віці від 18 років та старших — 77,3 чоловіків також старших 18 років.
Середній дохід на одне домашнє господарство  становив 39 141 долар США (медіана — 19 250), а середній дохід на одну сім'ю — 63 780 доларів (медіана — 50 000). Медіана доходів становила 34 779 доларів для чоловіків та 19 688 доларів для жінок. За межею бідності перебувало 43,5 % осіб, у тому числі 28,2 % дітей у віці до 18 років та 17,7 % осіб у віці 65 років та старших.
Цивільне працевлаштоване населення становило 363 особи. Основні галузі зайнятості: освіта, охорона здоров'я та соціальна допомога — 35,8 %, мистецтво, розваги та відпочинок — 26,7 %, роздрібна торгівля — 14,6 %.